# Joncourt
Joncourt ist eine französische Gemeinde mit 326 Einwohnern (Stand 1. Januar 2022) im Département Aisne in der Region Hauts-de-France. Sie gehört zum Arrondissement Saint-Quentin und zum Gemeindeverband Pays du Vermandois.

## Lage
Die Gemeinde Joncourt liegt 14 Kilometer nördlich von Saint-Quentin.

## Geschichte
Die Region um Joncourt war Teil des Schlachtfeldes der Hunderttageoffensive der Alliierten während des Ersten Weltkrieges im Herbst 1918. Im September 1918 wurden in diesem Gebiet nach der Schlacht von Épehy die Angriffe auf die Stadt Saint-Quentin und den Saint-Quentin-Kanal ausgeführt, die die Schlacht um den Canal de la Sambre à l’Oise östlich von Joncourt am 4. November 1918 vorbereiteten.
Am 1. Oktober 1918 führte der englische Offizier und Dichter Wilfred Owen einen erfolgreichen Angriff auf deutsche Stellungen bei Joncourt. Owen wurde für sein Verhalten bei diesem Angriff das Military Cross verliehen.

### Bevölkerungsentwicklung
| Jahr                       | 1962 | 1968 | 1975 | 1982 | 1990 | 1999 | 2006 | 2015 | 2022 |
| Einwohner                  | 313  | 278  | 250  | 259  | 302  | 332  | 326  | 306  | 326  |
| Quellen: Cassini und INSEE |      |      |      |      |      |      |      |      |      |

## Sehenswürdigkeiten

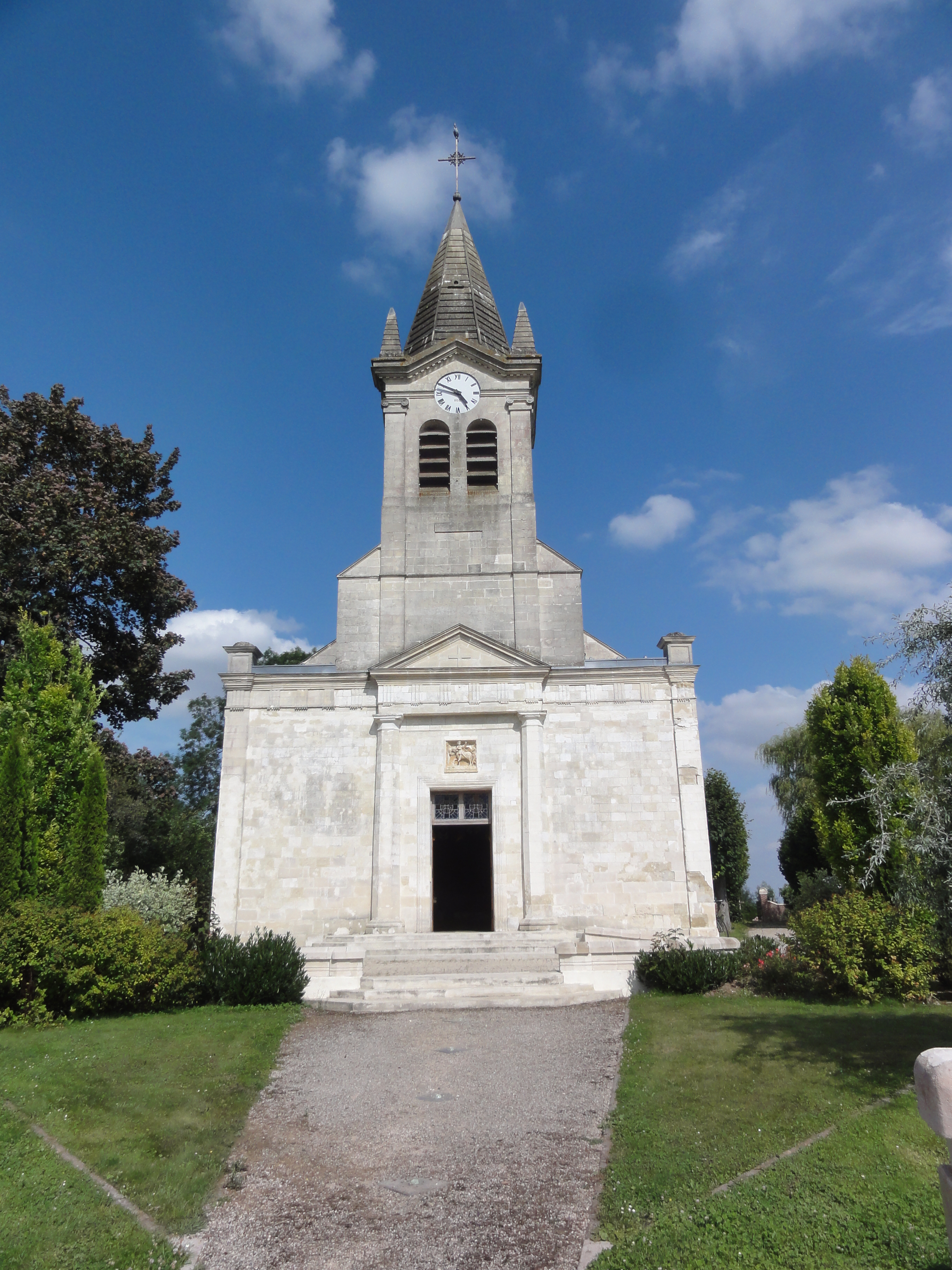
Kirche Saint-Martin
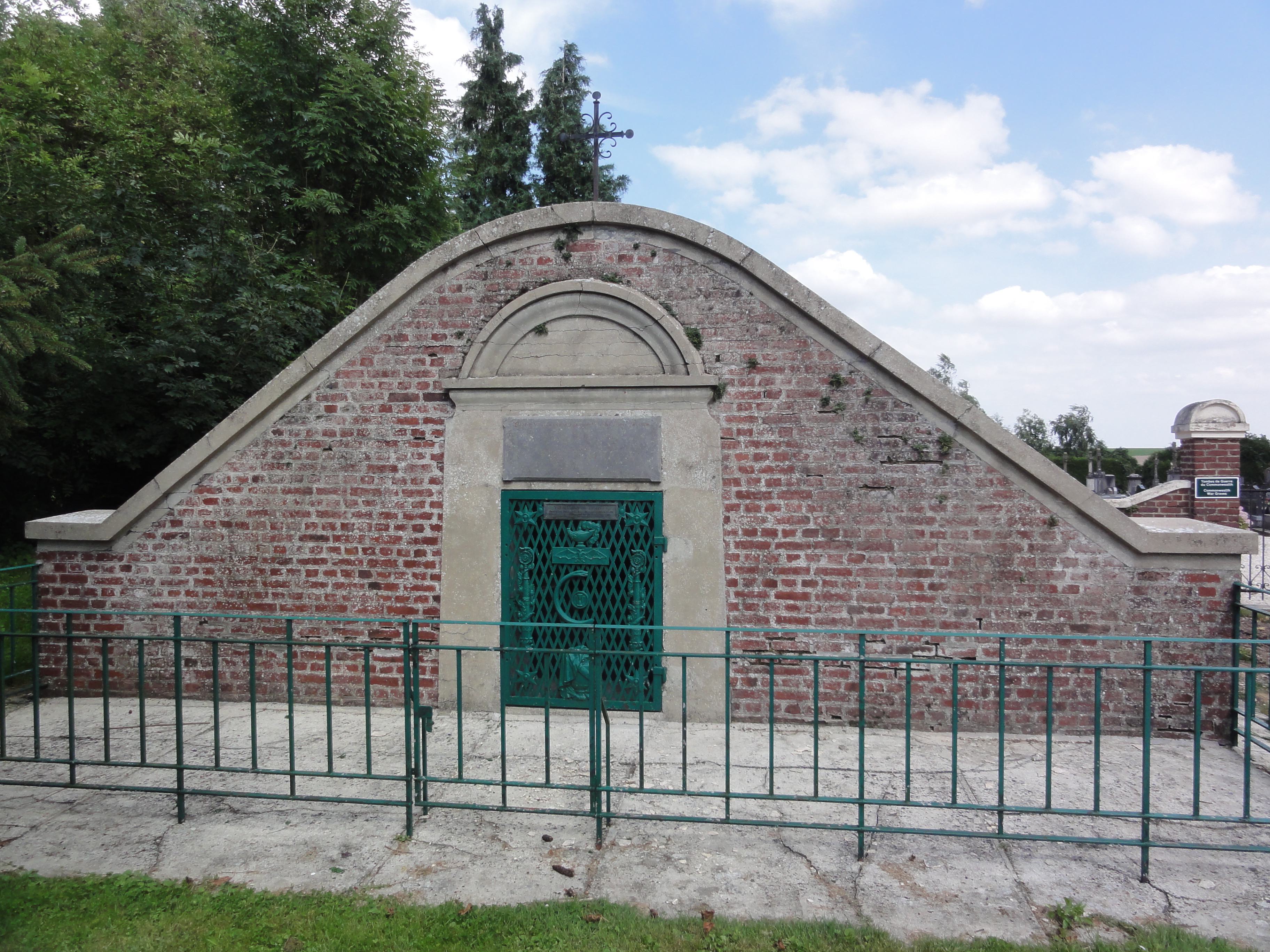
Grabkapelle
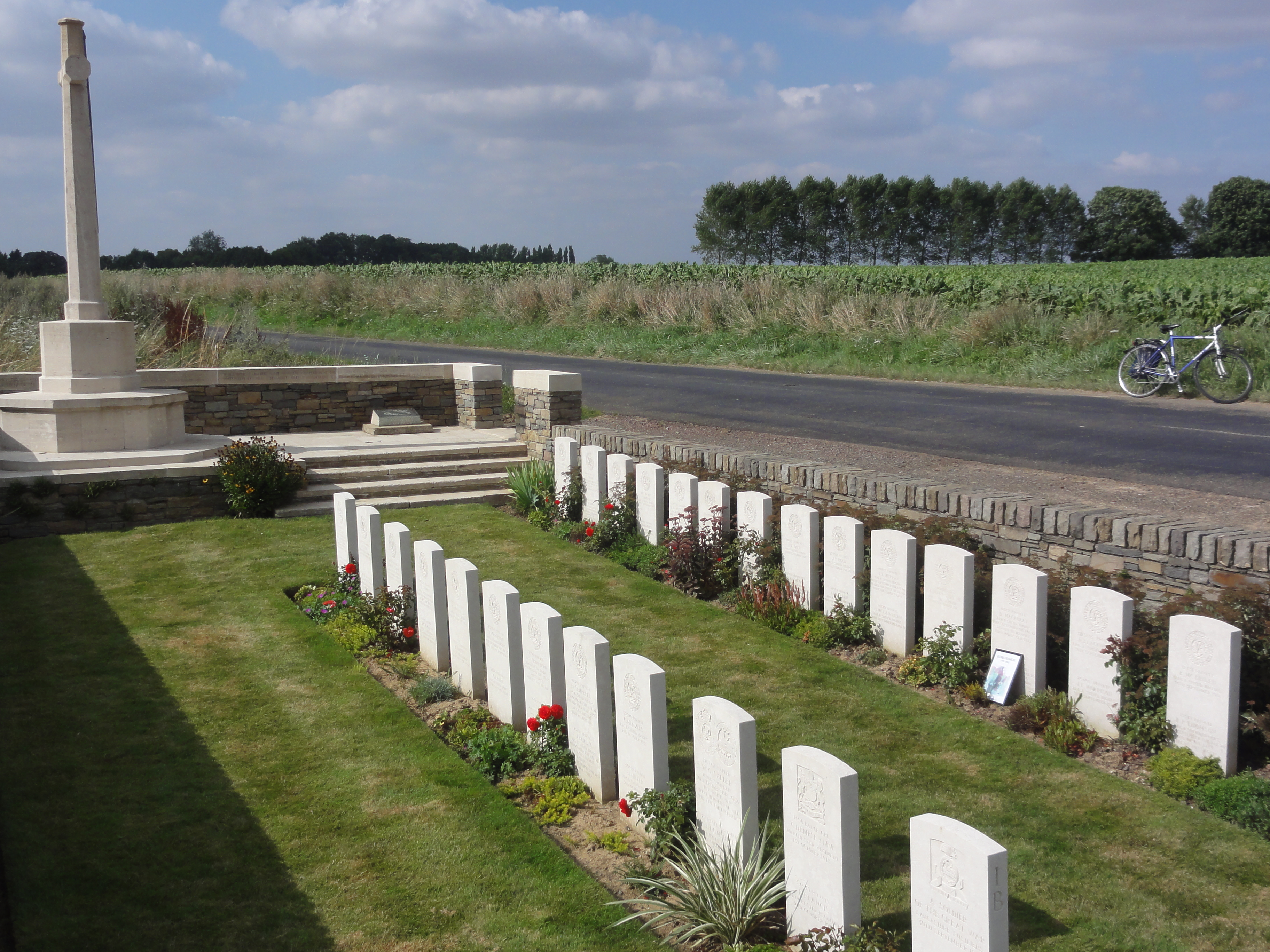
Soldatenfriedhof

- Soldatenfriedhof des Commonwealth

- Kirche Saint-Martin
- Grabkapelle
- Soldatenfriedhof